# Feke (district)
Feke is een Turks district in de provincie Adana en telt 16.572 inwoners (2017). Het district heeft een oppervlakte van 1227,1 km². Hoofdplaats is Feke.
De bevolkingsontwikkeling van het district is weergegeven in onderstaande tabel.
| 1997   | 2000   | 2007   | 2017   |
| ------ | ------ | ------ | ------ |
| 21.409 | 21.346 | 19.489 | 16.572 |